# Нільс Конрад Кіндберг
Нільс Конрад Кіндберг (швед. Nils Conrad Kindberg, 1832—1910) — шведський ботанік та бріолог.

## Біографія
Нільс Конрад Кіндберг народився 7 серпня 1832 року у сім'ї купця Пера Конрада Кіндберга. Мати — Крістіна Марія Кьеллін. У 1841-1849 роках навчався в гімназії Тінгвалла в своєму рідному місті, а потім вступив до Уппсальського університету. Щоб оплатити навчання він протягом двох років працював вихователем у родині священика в Далсланді, репетитором в Омолі і Арвіку. 
З 1849 року він навчався в Упсальському університеті, отримавши ступінь доктора філософії 1857 року. У 1859 році він працював учителем у Вентсборзі, потім з 1860 по 1901 рік викладав природничі науки і математику в Лінчепінзі.
Протягом літніх канікул він регулярно організовував ботанічні екскурсії. Зазвичай ці екскурсії проводилися неподалік від Лінчепінга, але деякі подорожі були більш тривалі, в тому числі 13 поїздок в Довре в Норвегії і 12 поїздок за межі Скандинавії. Ці поїздки фінансувалися за рахунок публікації підручників з ботаніки і анатомії.
Мох роду Kindbergia (родини Brachytheciaceae) був названий на його честь.

## Вибрані твори
- Monographia generis Lepigonorum (1863).[2]
- Svensk flora. Beskrifning öfver Sveriges fanerogamer och ormbunkar (1877).
- "New Canadian mosses" (1889); спільно з Джоном Макоуном .
- "Catalogue of Canadian plants. Part VI, musci"; спільно з Джоном Макоуном (1892).
- "European and N. American Bryineæ (Mosses)";2 частини, опубліковані англійською мовою (1896).
- "Genera of European and Northamerican Bryineæ (Mosses) synoptically disposed" (1897).
- Laubmoose aus dem Umanakdistrikt (1897).[3]
- Skandinavisk bladmossflora (1903).
- "New combinations and new taxa of mosses proposed by Nils Conrad Kindberg"; by William C. Steere and Howard A. Crum (1977).[4]